# Großberghausen (Freystadt)

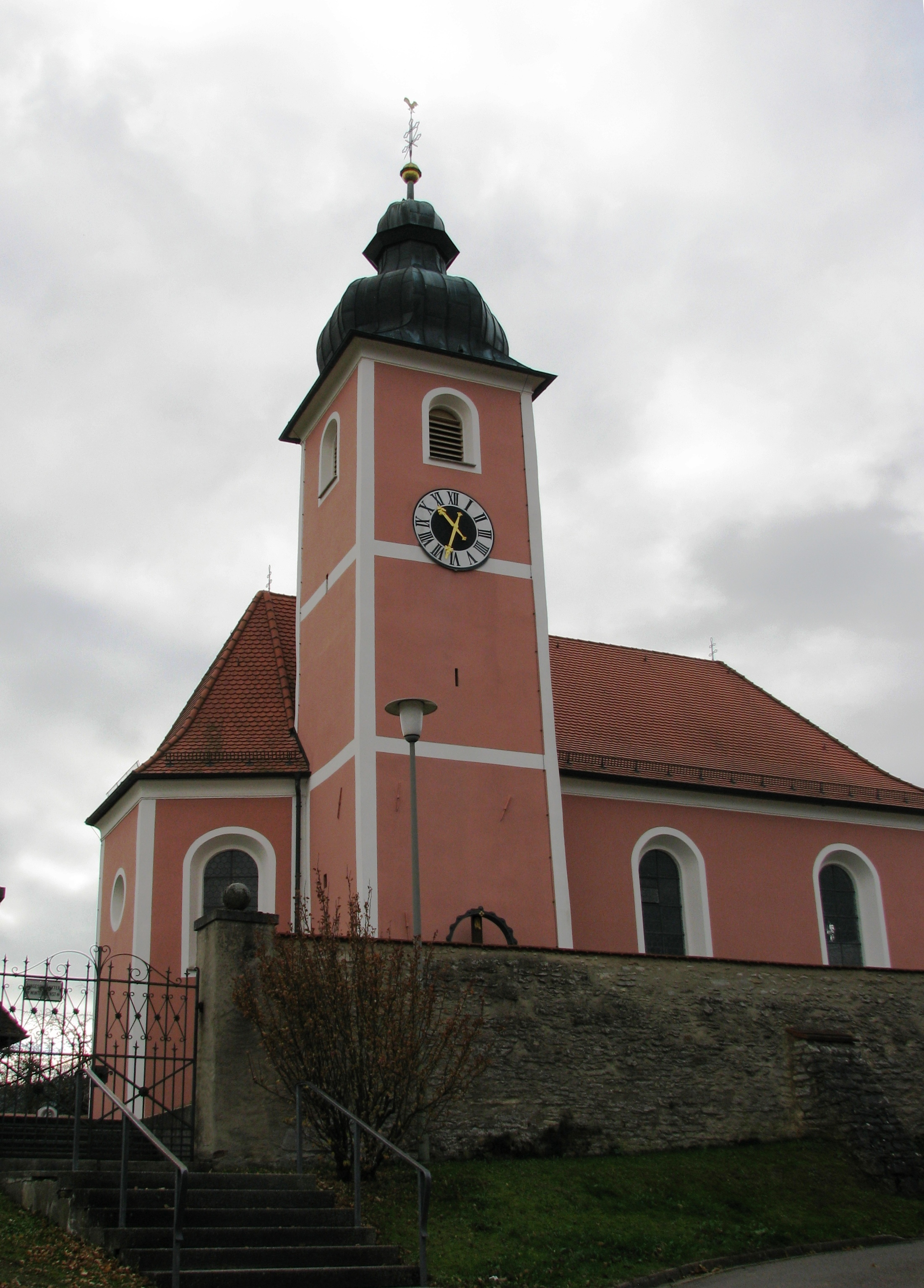
Filialkirche Hl. Dreifaltigkeit

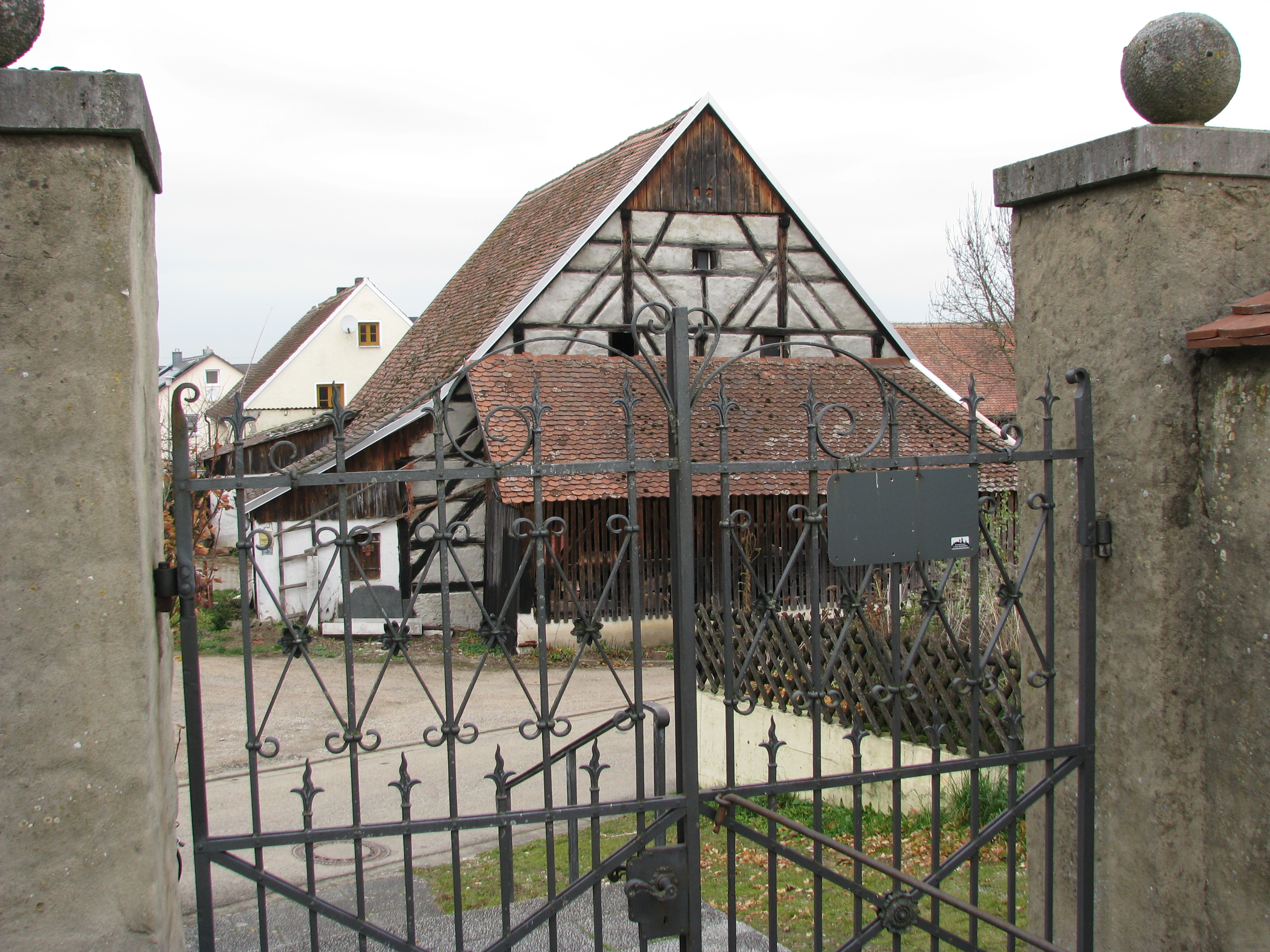
Fachwerkstadel

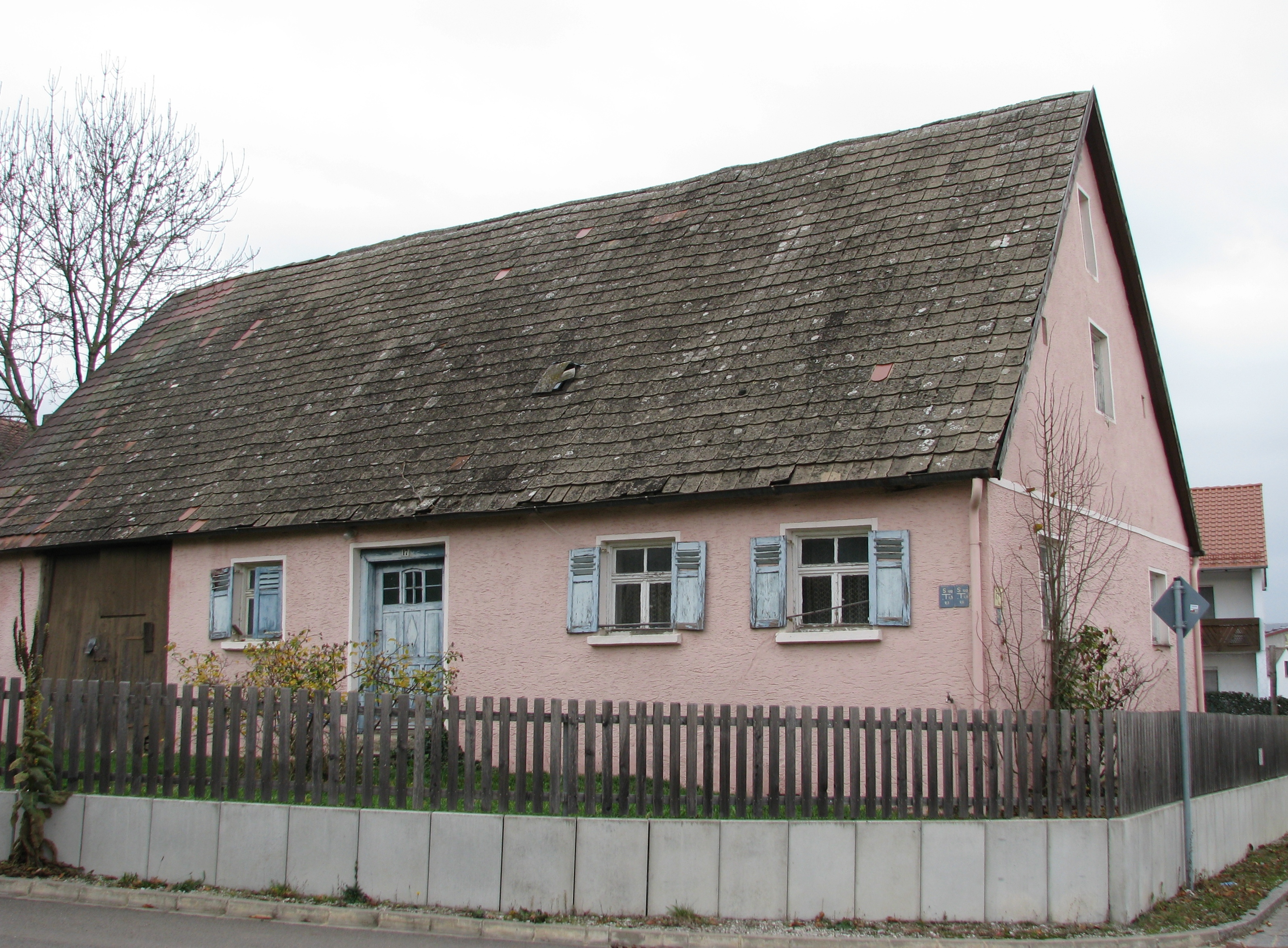
Wohnstallbau

Großberghausen ist ein Gemeindeteil der Stadt Freystadt im Landkreis Neumarkt in der Oberpfalz in Bayern.

## Lage
Das Kirchdorf liegt auf etwa 444 m ü. NHN am nördlichen Hang des 564 m hohen Röschberges südlich des Main-Donau-Kanals. Der Gemeindesitz Freystadt liegt jenseits des Kanals im Nordwesten,  Mühlhausen ebenfalls jenseits des Kanals im Nordosten.

## Geschichte
1151 ist in einer Urkunde des Benediktinerklosters Plankstetten mit Sigeboto von Berghausen ein Ortsadeliger genannt. Zwischen 1183 und 1195 weihte laut dem Pontifikale Gundekarianum Bischof Otto von Eichstätt in „Perchusen“ eine Kirche. In der Auseinandersetzung zwischen den Herzögen von Bayern und dem Bischof von Eichstätt über das Erbe der 1305 mit Gebhard VII. ausgestorbenen Grafen von Hirschberg „Berchusen“ dem Bischof zugesprochen. Der Bischof belehnte Adelige und andere mit diesen Besitz, so um 1385/90 mit Äckern von Berghausen den „Berthold (Betz), des Gutmanns Sohn von Sulzkirchen“.
Schließlich kamen die Wolfsteiner auf Obersulzbürg in den Besitz von Höfen in Großberghausen, auch wenn der Ort knapp südlich ihres Territoriums lag und deshalb der Hochgerichtsbarkeit des kurpfalz-baierischen Schultheißenamtes Neumarkt unterstand. Ihnen gehörten 1658 in Großberghausen zwölf Anwesen, von der Größe her ein ganzer Hof, zwei Viertelhöfe, vier 1⁄8-Höfe und fünf 1⁄16-Höfe; ein 1⁄8-Hof, das Glosergut, gehörte später der Hofmark Erasbach und unterstand 1820 bis 1831 der dortigen Patrimonialgerichtsbarkeit II. Klasse des Freiherrn Ruprecht. Am 20. April 1740 starb mit Reichsgraf Christian Albrecht von Wolfstein das Geschlecht aus, die Reichsherrschaft Sulzbürg-Pyrbaum fiel als erledigtes Lehen an das bayerische Kurfürstentum, das auch noch den Allodialbesitz der Wolfsteiner erwerben konnte. Die Wolfsteiner Güter in Großberghausen kamen zur kurbaierischen Kabinettsherrschaft Sulzbürg. Am Ende des Alten Reiches, um 1800, bildeten 22 Höfe das Kirchdorf, die drei Grundherrschaften gehörten, der Oberen Hofmark Berngau neun Höfe (als größter der Halbhof Harrer), der kurfürstlichen Kabinettsherrschaft Sulzbürg zwölf Höfe, darunter als ganzer Hof der „Schmelzhof“, und dem Klosterrichteramt Seligenporten der Breindlhof, ebenfalls ein ganzer Hof. Die Gemeinde hatte ein Hirtenhaus.
Im neuen Königreich Bayern (1806) wurde Großberghausen zusammen mit Kleinberghausen, Obernricht, Schmellnricht, Höfen und Fuchsmühle ein Steuerdistrikt im Landgericht Neumarkt in der Oberpfalz, ab 1827 im Landgericht und Rentamt Beilngries, da das übermäßig große Landgericht Neumarkt verkleinert wurde. Bei der Gemeindebildung von 1818 wurde aus den Steuerdistrikten politische Gemeinden; die Gemeinde Großberghausen umfasste das Kirchdorf Großberghausen und den Weiler Kleinberghausen; aus den übrigen Orten des Steuerdistrikts Großberghausen wurde die Gemeinde Höfen gebildet, aus der allerdings Schmellnricht 1857 in die Gemeinde Lauterbach umgegliedert wurde. Bei der Kreiseinteilung von 1837 wurde das Landgericht Beilngries und damit auch Großberghausen aus dem bisherigen Regenkreis in den Rezatkreis eingeordnet, der nunmehr Mittelfranken genannt wurde.
1836 ist ein Wirtshaus erwähnt. 1875 zeigte sich die landwirtschaftliche Prägung des Ortes durch einen Großviehbestand von acht Pferden und 135 Stück Rindvieh; in Kleinberghausen standen neun Pferde und 74 Stück Rindvieh. 1900 wurden in der Gemeinde Großberghausen 15 Pferde, 217 Stück Rindvieh, 142 Schweine und sechs Ziegen gehalten. Das Kirchdorf Großberghausen war Filiale der katholischen Pfarrei Forchheim, wohin die Kinder deshalb zur Schule gingen.
Nach dem Zweiten Weltkrieg stieg die Einwohnerzahl aufgrund von Flüchtlingen vorübergehend von durchschnittlich 120 auf nahezu 150 an. Mit der Gebietsreform in Bayern verlor Großberghausen seinen Gemeindestatus und wurde zum 1. Juli 1972 in die Stadt Freystadt des oberpfälzischen Landkreises Neumarkt eingemeindet. Seitdem ist Großberghausen einer von 33 amtlich benannten Gemeindeteilen der Stadt Freystadt.

### Einwohnerentwicklung des Kirchdorfes
- 1830: 118 (25 Anwesen)[16]
- 1836: 130 (25 Häuser)[17]
- 1875: 125 (66 Gebäude, 70 Wohngebäude)[18]
- 1885: 119 (25 Wohngebäude)[19]
- 1900: 120 (25 Wohngebäude)[20]
- 1937: 119[21]
- 1950: 148 (24 Anwesen)[22]
- 1961: 116 (25 Wohngebäude)[23]
- 1978: 98[24]
- 1987: 100 (32 Wohngebäude, 33 Wohnungen)[25]
- 31. Dezember 2016: 109[26]

### Einwohnerentwicklung der Gemeinde (1888 und 1984: 401 Hektar)
- 1830: 188 (35 Höfe)[27]
- 1875: 174 (nur Katholiken; 36 Wohngebäude)[28]
- 1885: 172 (35 Wohngebäude)[29]
- 1900: 167 (35 Wohngebäude)[30]
- 1950: 206 (34 Wohngebäude)[31]
- 1961: 162 (34 Wohngebäude)[32]

## Katholische Filialkirche zur Heiligsten Dreifaltigkeit
Die von Bischof Otto gegen Ende des 12. Jahrhunderts geweihte Kirche hatte als Kirchenpatronin die hl. Walburga; der jetzige Titulus SS. Trinitas ist wahrscheinlich nachreformatorisch. Zunächst Filiale von Weidenwang, wurde Großberghausen 1702 eine Filiale von Forchheim. 1914 kam eine Orgel von Edenhofer in Deggendorf in die aus dem 17. Jahrhundert stammende, 12 × 9 m große Kirche (Turm romanisch). 1937 hingen zwei Glocken im Turm, von 1746 und 1750.

## Baudenkmäler
Außer der Filialkirche gelten als Baudenkmäler Haus Nr. 6, als Kleinbauernhaus ein Wohnstallbau aus dem 18./19. Jahrhundert, zu Haus Nr. 15 der Fachwerkstadel aus dem 19. Jahrhundert, Haus Nr. 17, ein Wohnstallbau aus dem 18./19. Jahrhundert.

## Burgstall
Der Burgstall bei Großberghausen besteht aus einem Hügel, auf dem ein Wohnturm stand, einen im Bogen geführten Graben und einem Außenwall.

## Vereine
- Freiwillige Feuerwehr Großberghausen
- Obst- und Gartenbauverein Großberghausen
- Krieger- und Soldatenkameradschaft Weidenwang-Großberghausen

## Verkehrsanbindung
Großberghausen liegt an der Kreisstraße NM 19, die von Mühlhausen (Opf.) herkommend über den östlich gelegenen Nachbarort  Weidenwang nach Großberghausen führt und nach dem westlich gelegenen Nachbarort Kleinberghausen die Kreisstraße NM 5 kreuzt. Die Kanalüberquerung ist über die Kreisstraße NM 5 und über die Staatsstraße 2237 möglich; diese kreuzt östlich von Weidenwang die Kreisstraße NM 19.